# 蒙迪亚
蒙迪亚（Mundia），是印度北方邦Budaun县的一个城镇。总人口6242（2001年）。

## 人口
该地2001年总人口6242人，其中男性3298人，女性2944人；0—6岁人口1269人，其中男648人，女621人；识字率42.44%，其中男性为51.33%，女性为32.47%。